# Franz Alwens
Franz Alwens (* 10. Oktober 1792 in Börrstadt; † 16. Juli 1871 in Speyer) war ein hoher bayerischer Verwaltungsbeamter und Politiker, von 1846 bis 1849 Regierungspräsident der bayerischen Rheinpfalz in Speyer.

## Leben

### Herkunft und frühes Leben
Die Familie Alwens stammte aus Brabant und Peter Alwens, der Urgroßvater von Franz Alwens, wanderte von dort um 1720 in das vorderösterreichische Winnweiler, Verwaltungssitz des gleichnamigen Oberamtes ein.
Franz Alwens kam 1792 im ebenfalls vorderösterreichischen Börrstadt zur Welt, als Sohn des dortigen Lehrers Joseph Wilhelm Anselm Alwens und seiner Gattin Susanne, geborene Rheinländer.
Alwens’ Heimat war ab Dezember 1792 zumeist französisch besetzt und wurde beim Friedensschluss von Campo Formio (1797) als Teil der linksrheinischen deutschen Gebiete an Frankreich abgetreten, wo es bis 1814 verblieb. In dieser Zeit gehörte es zum französischen Département du Mont-Tonnerre mit Regierungssitz in Mainz. 1815/16 bestand eine gemeinsame österreichisch-bayerische Regierung in Kreuznach, 1816 fiel das Territorium an den neuen Rheinkreis des Königreiches Bayern.
Entsprechend den politischen Gegebenheiten verlief auch das berufliche Wirken von Franz Alwens. Nach dem Universitätsstudium war er zunächst in der kaiserlich französischen Domänenverwaltung tätig, unter der provisorischen österreichisch-bayerischen Regierung amtierte er als Domäneninspektor in Kaiserslautern, um schließlich in bayerische Dienste überzutreten. Mit Datum vom 1. November 1817 übernahm Alwens das Amt des zweiten Domäneninspektors des Rheinkreises. 1821 wechselte er in die Finanzkammer der pfälzischen Regierung, am 22. Januar 1838 trat er die Stelle des Direktors der Finanzkammer an, womit er das Finanzressort der rheinpfälzischen Bezirksregierung leitete.

### Pfälzer Regierungspräsident
Am 30. Mai 1846 wurde Franz Alwens der Nachfolger von Karl Freiherr Schrenck von Notzing (1806–1884), als Regierungspräsident des bayerischen Rheinkreises zu Speyer. Er war der erste Pfälzer auf diesem Posten und der einzige Regierungspräsident, der je in französischen Diensten gestanden hatte.
Schon Alwens’ Vorgänger hatte mit Bericht vom 1. März 1846 vor Spannungen in der Pfälzer Bevölkerung gewarnt. Hauptsächlich die dominierenden protestantischen Kreise würden gegen die bayerische Regierung aufbegehren, es bedürfe nur weniger Einflüsse von außen, um die Pfalz von Bayern zu trennen. 1847 folgte ein Hungerjahr und 1848 kam es im benachbarten Frankreich zur sogenannten Februarrevolution, die schon im März des Jahres auf die deutschen Länder übergriff. Im Rahmen der Deutschen Revolution von 1848/49 kam es in Alwens’ Regierungsbezirk zum Pfälzischen Aufstand.
Am 30. März 1848 fanden in Bayern die Wahlen zur Nationalversammlung in der Frankfurter Paulskirche statt, am 28. März 1849 wurde dort die neue Reichsverfassung proklamiert. Die bayerische Regierung teilte dazu am 23. April des Jahres mit, dass diese Verfassung gemäß der geltenden Gesetzeslage in Bayern nicht automatisch, sondern erst mit Zustimmung der Krone und beider Landtagskammern Rechtskraft erlangen könne.
Franz Alwens berichtete am 28. April nach München, dass aufgrund dieser Verlautbarung in seinem Regierungsbezirk eine „nicht unbedeutende Aufregung“ herrsche, deren Auswirkung und Tragweite kaum abzusehen sei. Gleichzeitig rief er die Bevölkerung auf, Ruhe zu bewahren, warnte vor unüberlegtem Handeln und verbot alle bewaffneten Volksversammlungen. Ungeachtet dessen beriefen die Gegner der Regierung für den 1. Mai eine solche Volksversammlung nach Kaiserslautern ein und konstituierten dort am 2. Mai einen „Landesverteidigungsausschuss“, der die Regierungsgewalt beanspruchte, wodurch es nun zwei konkurrierende pfälzische Regierungen gab.
Zur Verhinderung eines gewaltsamen Aufstandes riet Franz Alwens der bayerischen Regierung, die Paulskirchenverfassung für die Pfalz in Kraft zu setzen, was jedoch abgelehnt wurde. Um eine Konfrontation mit den Aufständischen zu vermeiden, hatte er bereits vorher seinen Amtssitz in die Festung Germersheim verlegt; die revolutionäre Regierung richtete sich hingegen in Speyer ein. Erwartungsgemäß stufte die Münchner Landesregierung am 22. Mai 1849 den offenkundigen Verfassungsbruch als „hochverräterisch“ ein und betrachtete die Rheinpfalz als eine „im Zustand des Aufruhrs befindliche Provinz“.
Es kam zu blutigen Kampfhandlungen der Aufständischen, aber die Pfälzer Revolution scheiterte bereits nach knapp einem Monat durch den Einmarsch preußischer und bayerischer Truppen. Am 16. Juni wurden die Revolutionäre aus Speyer vertrieben und am 21. Juni traf dort das bayerische Korps unter Führung von Fürst Karl Theodor von Thurn und Taxis ein, der nun als oberster Militärkommandant die tatsächliche Gewalt in der Pfalz ausübte.
Schon am 30. Juni 1849 versetzte man Karl Alwens in den vorzeitigen Ruhestand, da er nicht energischer gegen die Aufständischen durchgegriffen hatte. Karl Theodor von Thurn und Taxis schrieb dazu:

„Dessen (Alwens) Fähigkeiten und guten Willen wird alle Anerkennung gezollt, allein dadurch, daß er geborener Pfälzer ist und allenthalben mit anderen Beamten und Verwaltenden in verwandtschaftlichen Beziehungen steht, waren seine Hände gebunden, daß er in einer so kritischen Zeit allzu viele Rücksichten nehmen mußte, als daß er nach allen Seiten hin mit der erforderlichen Energie hätte auftreten können.“

Nachfolger als Regierungspräsident wurde am 4. Juli 1849 Johann Baptist von Zenetti (1785–1856).
Alwens trug das Ritterkreuz 1. Klasse des bayerischen Verdienstordens vom Heiligen Michael.

### Familienverhältnisse
Franz Alwens war seit 1819 mit Caroline, geborene Falciola aus Lauterecken verheiratet. Sie hatten einen Sohn und drei Töchter.
Der Sohn Karl Alwens (1820–1889) wurde bayerischer Landtagsabgeordneter und als Vizepräsident der Abgeordnetenkammer 1887 in den Adelsstand erhoben.
Die Tochter Karoline Alwens (1822–1896) ehelichte den aus Zweibrücken stammenden, später geadelten Ministerialrat im Bayerischen Finanzministerium, Karl August von Roos (1813–1873). Er starb an der Cholera. Sie wurde zusammen mit ihrer Tochter Julie Roos (1843–1896), am 14. Februar 1896, in München, Opfer eines Raubmordes.
Die Töchter Julie Alwens (1823–1849) und Susanne Alwens (1828–1899) heirateten nacheinander den Appellationsgerichtsrat Goswin Hörmann von Hörbach (1810–1873), Sohn von Joseph Hörmann von Hörbach, dem Regierungspräsidenten von Oberbayern. Nach dem Tod ihres Gatten (1873) widmete sich Susanne Hörmann von Hörbach geb. Alwens, in München der religiös motivierten Armenpflege, wurde auf Anraten ihres Beichtvaters, des Speyerer Bischofs Daniel Bonifaz von Haneberg, Benediktinerin und nam den Ordensnamen Lioba an. Sie starb 1899 als Priorin des Klosters Frauenchiemsee. Auf ihre Initiative geht die Gründung des Tochterklosters in Tettenweis zurück.
Der Speyerer Medizinalrat Otto Hörmann von Hörbach (1848–1923) ist ein Enkel von Franz Alwens aus dieser Familienlinie.